# Nipponoharpalus
Nipponoharpalus is een geslacht van kevers uit de familie van de loopkevers (Carabidae). De wetenschappelijke naam van het geslacht is voor het eerst geldig gepubliceerd in 1973 door Akinobu Habu.

## Soorten
Het geslacht Nipponoharpalus is monotypisch en omvat slechts de volgende soort:
- Nipponoharpalus discrepans (A.Morawitz, 1862)